# Danil Kutúzov
Danil Guennádievich Kutúzov (en ruso: Данил Геннадьевич Кутузов; 13 de marzo de 1987, Rudnyi, RSS de Kazajistán) es un futbolista ruso, jugador de fútbol sala. Juega en el Dina Moscú, y en la Selección Rusa de fútbol sala.

## Biografía
Kutúzov salió de la escuela de Rudnyi de fútbol sala. En la Super Liga debutó en el Lipetsk en el año 2006. Pronto llegó a ser uno de los líderes del equipo. En diciembre de 2008 por los problemas financieros se trasladó al Mytishi. Antes del inicio de la temporada 2012/13 fue invitado al Dina Moscú, en el cual ganó su primero Campeonato nacional.

## Clubes
| Club       | País  | Año       |
| ---------- | ----- | --------- |
| Progress   | Rusia | 2004-2006 |
| Lipetsk    | Rusia | 2006-2008 |
| Mytishi    | Rusia | 2008-2012 |
| Dina Moscú | Rusia | 2012-     |

## Palmarés
•	Ganador del Campeonato Juvenil Europeo 2008
•	Campeón de Rusia de fútbol sala (1): 2014